# Jean-Baptiste Dumas
Jean-Baptiste Dumas (Alès, 6 o 14 de juliol del 1800 - Canes, 11 d'abril del 1884) va ser un químic francès.
Inicià estudis de farmàcia a Ginebra el 1816. El 1823 es trasllada a París on fou contractat com a Répetiteur a l'Ecole Polytechnique i al Liceu, que posteriorment esdevingué l'Ateneu. Dumas va ser un dels fundadors el 1829 de l'Ecole Centrale des Arts et Manufactures. En els anys següents fou catedràtic a l'Ecole Polytechnique del 1835 al 1840, a l'Ecole de Medecine el 1839 i a la Sorbona des del 1841 al 1868. Fou també ministre francès d'agricultura els anys 1850 - 1851.
Dumas fou un excel·lent experimentador i teòric en el camp de la química. L'any 1828 desenvolupà conjuntament amb Boullay la teoria de l'eterín segons la qual l'etanol i el dietiléter serien hidrats del radical eterín. Molt més influent fou la seva teoria de la substitució desenvolupada el 1834. Aquesta es basava en el seu descobriment experimental de què un àtom d'hidrogen podia ser substituït en un compost ja sigui per un àtom d'halogen o mig àtom d'oxigen. El 1839 formulà l'antiga teoria dels tipus. Dumas defensà el punt de vista de què les propietats dels compostos orgànics estan determinades per la seva estructura i que els radicals no eren immutables, negant d'aquesta manera la vigent teoria del dualisme. L'any 1827 desenvolupà un mètode per a determinar el pes molecular de compostos volàtils a partir de la determinació de les seves pressions de vapor. Les seves principals consecucions en el camp experimental foren en el camp de la química orgànica on entre altres compostos aïllà, conjuntament amb Auguste Laurent, l'antracè el 1835, i descobrí l'àcid tricloroacètic el 1839. Dumas introduí amb èxit diferents noms en la química com ara els d'àcid gras o àcid propiònic.